# Lepidorrhachis mooreana
Lepidorrhachis mooreana là loài thực vật có hoa thuộc họ Arecaceae. Loài này được (F.Muell.) O.F.Cook mô tả khoa học đầu tiên năm 1927.